# Pascale Paradis
Pascale Paradis (Troyes, 24 aprile 1966) è una tennista francese.

## Biografia
Nel 1983 vinse due tornei juniores: il torneo di Wimbledon 1983 - Singolare ragazze, sconfiggendo in finale Patricia Hy, 6–2, 6–1 e il Roland Garros 1983, Singolare ragazze. Nel 1987 vinse l'Open di Zurigo doppio femminile con la connazionale Nathalie Herreman battendo in finale Jana Novotná e Catherine Suire con il punteggio di 6-3, 2-6, 6-3. Nel 1990 all'Open di Francia 1990 - Singolare femminile perse al primo turno contro Steffi Graf che arrivò poi in finale.
Anni dopo, nel 1992, arrivò in finale al Generali Ladies Linz venendo poi sconfitta da Natalija Medvedjeva.
In singolare si issò fino alla ventesima posizione del ranking mondiale, mentre in doppio fino alla trentottesima.
Si ritirò nel 1993.